# Sart-les-Moines

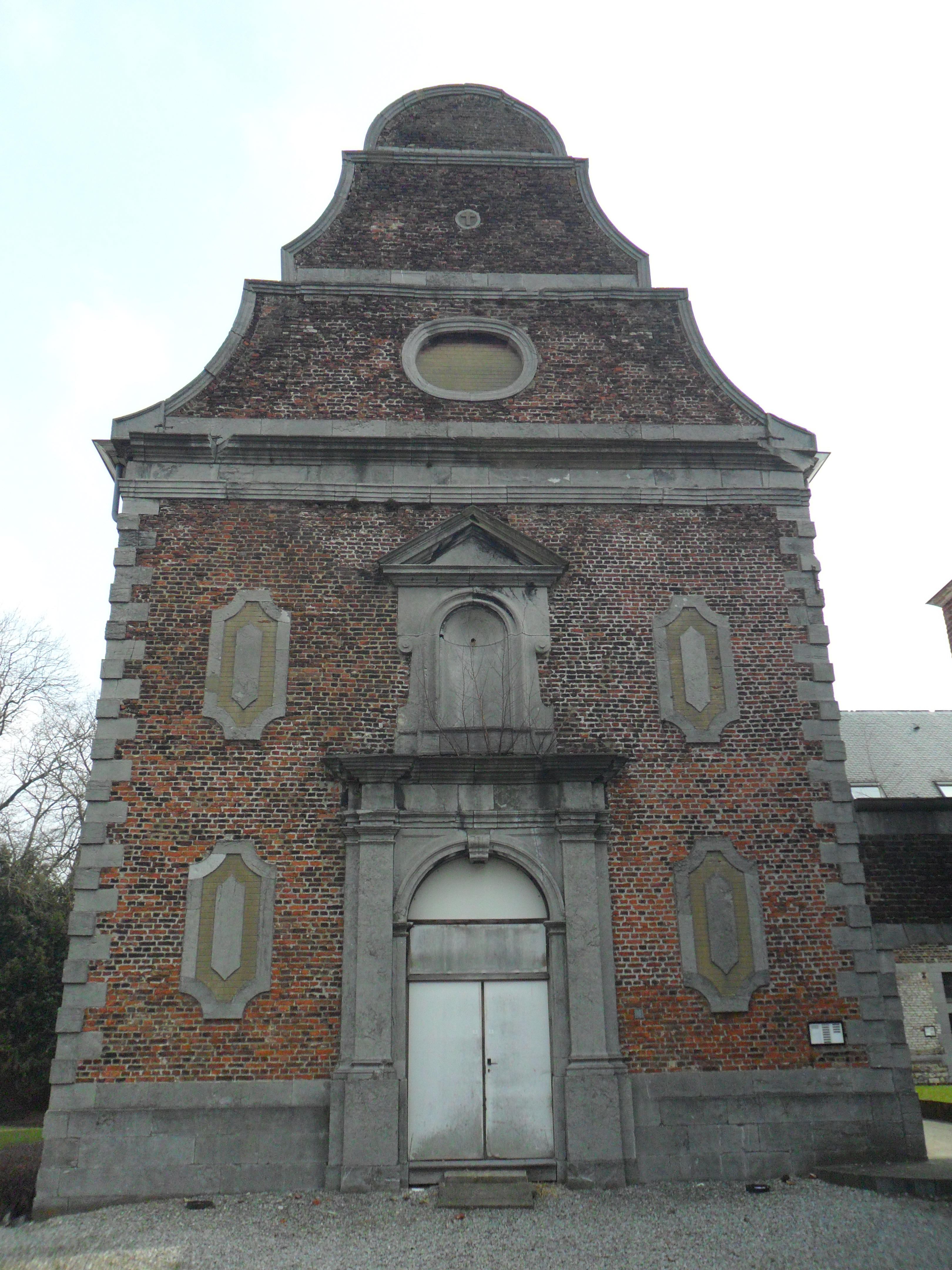
Voorgevel van de kapel

Sart-les-Moines is een wijk van de tot de Henegouwse gemeente Charleroi behorende plaats Gosselies.
De wijk ligt aan het Kanaal Charleroi-Brussel en is bekend om zijn priorij, de aan de overzijde van het kanaal gelegen Prieuré Saint-Michel. Deze werd omstreeks 1110 gesticht, herbouwd in 1732, in 1804 omgevormd tot boerderij en leerlooierij en in 1903 weer een klooster, nu van de paters Assumptionisten. 
In 1955 werd de priorij weer verlaten. De werken aan het kanaal waren van invloed. De gebouwen werden omgevormd tot een verzorgingstehuis voor bejaarden. De kapel van 1732 heeft een barokgevel.

## Nabijgelegen kernen
Viesville, Gosselies, Jumet, Roux